# 여주 하리 삼층석탑
여주 하리 삼층석탑(驪州 下里 三層石塔)은 경기도 여주시 영월근린공원 내에 있는 고려시대의 삼층석탑이다. 1963년 1월 21일 대한민국의 보물 제92호로 지정되었다. 여주 창리 삼층석탑과 함께 원래는 서로 다른 지역에 있던 석탑이었으나 1958년 현재의 영월근린공원으로 옮겨졌다.

## 개요
원래는 하리지역의 옛 절터에 있던 것을 1958년 창리의 3층석탑과 함께 현재의 터로 옮긴 것으로, 1단의 기단(基壇) 위에 3층의 탑신(塔身)을 얹은 모습이다.
기단은 4면의 모서리에 기둥 모양을 본떠 새기고, 그 윗돌 중앙에 1층 몸돌을 괴기 위한 2단의 테두리 조각을 둘렀다. 탑신은 몸돌과 지붕돌이 각각 하나로 이루어져 있으며, 몸돌의 각 면 모서리마다 얕은 기둥 형태의 조각이 나타나 있다. 지붕돌 밑면의 받침은 4단으로, 처마는 수평을 이루다가 양쪽 귀에서 위로 약하게 솟아있다. 전체적으로 돌을 짜서 올리는 수법의 규칙성을 보이고 온화한 비율감이 느껴져 고려 전기보다는 중기에 세워졌을 것으로 보인다.
탑을 옮겨 세울 당시, 1층 몸돌에서 독특한 모습의 사리홈이 발견되어 흥미를 끌고 있다. 즉, 몸돌 윗면의 중앙에 높이 3cm의 얇은 띠가 둘러져 있고 그 안으로 2개의 구멍이 파여있는데, 이와 닿게 되는 지붕돌의 밑면에도 이를 배려한 듯 홈이 깊게 파여져 있다. 이는 몸돌의 윗면에만 깊은 홈을 두어 사리를 담아두는 일반적인 모습이 아니라 그 정반대의 형태를 하고 있어 특이하다.

## 현지 안내문
이 석탑은 본래 여주읍 하리지역의 옛 절터에 있던 것을 1958년 창리의 삼층석탑 (보물 제91호)과 함께 현재의 터로 옮긴 것으로, 1단의 기단 위에 3층의 탑신을 얹은 모습이다.
기단은 4면의 모서리에 기둥 모양을 본떠 새기고, 그 윗돌 중앙에 1층 몸돌을 괴기 위한 2단의 테두리 조각을둘렀다. 탑신은 몸돌과 기둥돌이 각각 하나로 이루어져 있으며, 몸돌의 각 면 모서리마다 얇은 기둥 형태의 조각이 나타나 있다. 지붕돌 밑면의 받침은 4단으로, 처마는 수평을 이루다가 양쪽 귀에서 위로 약하게 솟아있다. 전체적으로 돌을 짜서 올리는 수법의 규칙성을 보이고 온화한 비율감이 느껴져 고려 전기보다는 중기에 세워졌을 것으로 보인다.
탑을 옮겨 세울 당시, 1층 몸돌에서 독특한 모습의 사리홈이 발견되어 흥미를 끌고 있다. 즉 몸돌 뒷면의 중앙에 3cm의 얇은 띠가 둘러져 있고 그 안으로 2개의 구멍이 파여있는데, 이와 닿게 되는 지붕돌의 밑면에도 이를 배려한 듯 홈이 깊게 파여져 있다. 이는 몸돌의 윗면에만 깊은 홈을 두어 사리를 담아두는 일반적인 모습이 아니라 그 정반대의 형태를 하고 있어 특이하다.

## 같이 보기
- 삼층석탑
- 여주 창리 삼층석탑 - 대한민국의 보물 제91호

## 참고 자료
- 여주 하리 삼층석탑 - 국가유산청 국가유산포털